# L'una canta, l'altra no
L'una canta, l'altra no (títol original en francès: L'une chante, l'autre pas) és una pel·lícula d'Agnès Varda del 1977. Ha estat doblada al català.

## Argument
Entre 1962 i 1976, l'amistat entre dues dones joves permet de fer la crònica del feminisme i dels drets de les dones.

## Repartiment
- Thérèse Liotard: Suzanne
- Valérie Mairesse: Pomme (Pauline)
- Ali Raffi: Darius, l'iranià que es casa amb Pomme
- Jean-Pierre Pellegrin: el doctor Pierre Aubanel
- Robert Dadiès: Jérôme, el primer marit de Suzanne
- Mona Mairesse: la mare de Pomme
- Francis Lemaire: el pare de Pomme
- Gisèle Halimi: ella mateixa
- François Wertheimer: François
- Mathieu Demy: Zorro, el fill de François
- Marion Hänsel: la funàmbula embarassada

## Al voltant de la pel·lícula
- Una altra pel·lícula francesa estrenada la mateix any 1977, La Dentellière de Claude Goretta, té com a protagonista una jove actriu francesa el personatge de la qual és igualment «Pomme»: Isabelle Huppert, que trobarà allà el paper que va llançar la seva carrera cinematogràfica.